# Río Sebrando
El río Sebrando es un curso fluvial de Cantabria (España) perteneciente a la cuenca hidrográfica del río Nansa, al cual afluye habiendo pasado por el Vendul, al cual se une por la izquierda. Tiene una longitud de 6,825 kilómetros, con una pendiente media de 10,6º.
Aparece citado en diversas cancioncillas populares de la comarca; citando un fragmento de una:

Señores los de Cosío
los que tomáis primavera
or eso de río Sebrando
Braña el Vado y La Cotera.